# Compton Castle
Compton Castle är ett slott i Storbritannien.   Det ligger i grevskapet Devon och riksdelen England, i den södra delen av landet, 270 km väster om huvudstaden London. Compton Castle ligger 68 meter över havet.
Terrängen runt Compton Castle är platt. En vik av havet är nära Compton Castle åt sydost. Runt Compton Castle är det mycket tätbefolkat, med 1 135 invånare per kvadratkilometer. Närmaste större samhälle är Torquay, 6,1 km öster om Compton Castle. Trakten runt Compton Castle består i huvudsak av gräsmarker.